# سدارسیتی (یوتا)
سدارسیتی (به انگلیسی: Cedar City) شهری در ایالت یوتا کشور ایالات متحده آمریکا است که جمعیت آن در سرشماری سال ۲۰۱۰ میلادی، ۲۸٬۸۵۷ نفر بوده‌است.